# Saddleback Ridge
Saddleback Ridge (englisch für wörtlich Sattelrückengrat, in Argentinien Cerro Paglietino) ist ein bis zu 125 m hoher und 1,2 km langer Gebirgskamm auf der Half Moon Island im Archipel der Südlichen Shetlandinseln. Er ragt im nördlichen Teil der Insel auf.
Die deskriptive Benennung erfolgte im Anschluss an geologische Arbeiten des British Antarctic Survey zwischen 1975 und 1976. Sie spielt auf eine permanente Eisdecke im Zentrum des Gebirgskamms an, die an einen Reitsattel erinnert. Namensgeber der argentinischen Benennung ist der Arzt Mariano E. Paglietino, der 1907 zur Besatzung der Uruguay bei einer Erkundungsfahrt zu den Südlichen Orkneyinseln gehört hatte.